# اقتصاد خانواده
اقتصاد خانواده به بررسی جوانب مختلف چرخه "عمر خانواده" می‌پردازد. چرخه عمر خانواده از زمان ازدواج تا زمان مرگ یا طلاق است.
استراتژی کلی در مطالعه این شاخه از علم، استفاده از روش‌های اقتصادی برای تجزیه و تحلیل انتخاب‌های مردان و زنان در اموری هم چون شکل گیری، تداوم و انحلال خانواده است.
اقتصاددان‌ها تلاش می‌کنند تا نحوه تصمیم گیری مردم را از زمان ازدواج تا زایمان و طلاق به عنوان نتیجه مقایسهٔ سود حاشیه‌ای و هزینه حاشیه‌ای آحاد اقتصادی درک کنند.

## تاریخچه
یکی از اتفاقات مهم در اقتصاد پایان قرن بیستم و آغاز قرن بیست و یکم، گسترش تجزیه و تحلیل اقتصادی پیرامون موضوعاتی بود که به‌طور سنتی در محدودهٔ اقتصاد در نظر گرفته نمی‌شد.
کتاب‌هایی مانند فریکونومیک  این کاربرد جدید اقتصاد را نشان می‌دهند، موفقیت این کتاب‌ها در کسب محبوبیت بین مخاطبین نشان می‌دهد که تقاضا برای استفاده از اقتصاد در زمینهٔ روشن کردن بسیاری از مسائل اجتماعی وجود دارد.
یکی از اولین نهادهای اجتماعی که شخصی به نام گری بکر  در این روش مطرح کرد خانواده بود.
سی سال پیش،‌گری بکر نظریه بازار ازدواج را مطرح کرد. این نظریه در عمق تحلیل طیف وسیعی از رفتار زناشویی نفس می‌کشید. اقتصاددانان و دیگر دانشمندان علوم اجتماعی کار او را دنبال کرده‌اند.

## تئوری
زمانی که اقتصاددانان برای اولین بار شروع به تجزیه و تحلیل اقتصادی مسائل مربوط به خانواده به این شکل را کردند، بسیاری اعتراض کردند که این کار باعث کاهش محبت در خانواده می‌شود؛و قائل بودند که این گونه نگاه به ازدواج اشتباه و آسیب زا می‌باشد. ولی مطالعات بعدی نشان داد این نگرانی‌ها بی جاست.
در اقتصاد خانواده، مثل بقیه شاخه‌هایی که نحوه تصمیم‌گیری انسان مورد مطالعه و بررسی قرار می‌گیرد، هزینه‌ها و منافع به صورت مالی و نقدی مورد بررسی نمی‌شود بلکه تمرکز روی هزینه و سود حاشیه‌ای است که تجزیه و تحلیل اقتصادی را ممکن می‌کند.
یکی از بخش‌های عمدهٔ اقتصاد خانواده اقتصاد ازدواج و تحلیل و بررسی آن است که در ذیل به آن می‌پردازیم:

### اقتصاد ازدواج
چگونه زن و مرد تصمیم می‌گیرند که بهترین گزینه را انتخاب کرده‌اند؟ آیا فرد انتخاب شده بهترین است و او باید بررسی را متوقف و ازدواج نماید؟ هزینه و سود ازدواج چیست؟
سود ازدواج: هزینه سرانه غذا کاهش می‌یابد، دیگر نیازی به دو تا از وسایل خانه مثل جارو، یخچال و.. نیست
هزینه‌های ازدواج: به اشتراک گذاری فضا و منبع باعث هزینه‌هایی خواهد شد مثلاً یکی از هزینه‌ها نتایج تصمیم‌گیری مشترک است در این صورت در مقایسه با حالتی که فرد به تنهایی تصمیم می‌گیرد، یک یا دو فرد به آن چیزی که می‌خواهند نمی‌رسند. هم چنین ازدواج یک تعهدنامه بلند مدت است که پایان دادن به آن ارزان نمی‌باشد.

#### نرخ ازدواج
برای مثال اقتصاد دان‌ها می‌دانند که نرخ ازدواج در قرن ۲۰ کاهش یافته و هم چنین در طول ۵۰ سال گذشته مردم رفته رفته دیرتر و دیرتر ازدواج می‌کنند.
یک راه برای بررسی این دو پدیده این است که مشاهده شود که آیا منافع خالص حاصل از ازدواج (به خصوص برای افراد جوان تر) در دهه‌های اخیر کاهش یافته‌است؟
از لحاظ تاریخی، زمانی که فرصت‌های اقتصادی زنان کمتر بود مزایای بیشتری از ازدواج کسب می‌کردند. در آن زمان تنها راه بقای اقتصادی زنان مشارکت در درآمد شوهرانشان بود.
حتی برای مردان نیز مزایای ازدواج در دوران اخیر کاهش یافته‌است.
دلیل آن را می‌تواند درتولید خانگی جستجو کرد. خانواده مجموعه‌ای از تولیدات دارد و اعضای خانواده سرمایه‌های انسانی فرایند تولید می‌باشند. خروجی تولیدات خانگی شامل موارد بسیاری ماند: فرزندان و پرورش آنان، غذاها، تمیز کردن منزل و مدیریت مالی خانوار به حساب می‌آورند. مانند هر فرایند تولید دیگر، تولید خانگی نیز نیازمند تقسیم نیروی کار است که در اینجا این تقسیم بین زن و مرد انجام می‌شود.
در طول زمان، هزینه و مزایای ازدواج تغییر کرده‌است. به خصوص، از زمانی که زنان در بازار کار سهم بیشتری را به خود اختصاص دادند و همچنین به دلیل رشد تکنولوژی نیروی کمتری برای تولیدات خانگی لازم است. در نتیجه مزایای مرتبط با تخصیص نیروی کار در بخش خانگی به‌طور قابل ملاحظه‌ای کاهش یافته‌است. زنان دیگر نیازی ندارند تا به درآمد مردان دستیابی داشته باشند و مردان نیز دیگر به فردی برای مدیریت منزل احتیاج ندارند زیرا وسایلی مثل مایکرویو، ماشین لباسشویی، کاهش در هزینه تهیه غذا از بیرون از خانه و استفاده گسترده از ارائه دهندگان مراقبت از کودکان باعث شده که خانوارها کالا و خدمات کمتری خودشان تولید کنند و بنابراین نیروی کارکمتری نیز لازم است. این تغییرات در هزینه و مزایای ازدواج باعث شده که زنان و مردان انتخاب‌های متنوعی پیش رو داشته باشند. این تغییرات به خوبی می‌تواند کاهش نرخ ازدواج و تأخیر در آن را توضیح بدهد.

### اقتصاد فرزند
تئوری‌های اقتصادی هم چنین می‌توانند دربارهٔ چگونگی تصمیم‌گیری برای بچه داری و تعداد آن‌ها ارائه بدهد.
منطق هزینه و منافع حاشیه‌ای هم چنان منطق اصلی این آنالیز است. منافع فرزندان هم اقتصادی و هم عاطفی است؛آن‌ها به عنوان سرمایه‌های اقتصادی به حساب می‌آیند، به خصوص به عنوان پشتیبانان والدین در دوران کهولت؛ هم چنین آن‌ها به عنوان نیروی کار در بازار کار یا بازار تولیدات خانگی به حساب می‌آیند. و از طرف دیگر آن‌ها لذت زیادی برای والدین خود به همراه دارند. تمام این منافع باید در مقابل هزینه‌های آن سنجیده شود.
مشخصاً، هزینه‌های خوراک، غذا و تحصیل کودکان از جمله هزینه‌هایی است که باید توسط والدین برای کودکان پرداخت شود. کودکان هم¬چنین بیشتر زمان والدین را می‌گیرند و در نتیجه آن‌ها زمان کمتری برای تخصیص در دیگر بازارها خواهند داشت. علاوه بر این بچه‌ها باعث کاهش آزادی پدر و مادر خواهند شد، زیرا که برای هر تصمیم‌گیری آن‌ها باید توجه کنند که این تصمیم آن‌ها چه اثری روی بچه‌های آن‌ها دارد.
به‌طور خلاصه می‌توان گفت که در تولد کودکان صرفه ناشی از مقیاس وجود دارد؛ یعنی هزینه متوسط افزایش تعداد فرزندان در هر کودک بعدی کاهش می‌یابد، زیرا هزینهٔ حاشیه‌ای کودکان بعدی کاهش می‌یابد.
به وضوح مشخص است که نیرویی که برای بزرگ کردن دو کودک نیاز است دو برابر نیروی لازم برای پرورش یک کودک نیست، و هم چنین وسایلی مثل لباس و اسباب بازی را بچه‌های بعدی نیز می‌توانند استفاده کنند.

### اقتصاد طلاق
اقتصاد طلاق در بسیاری از حالات رفتاری معکوس اقتصاد ازدواج دارد. وقتی که مزایای ازدواج کاهش می‌یابد، آمار طلاق افزایش می‌یابد. و زمانی که مزایای ازدواج افزایش می‌یابد، آمار طلاق کاهش می‌یابد.
در نتیجهٔ مطالعهٔ این حوزه از اقتصاد، می‌توانیم نتیجه گیری‌هایی در حوزهٔ سیاست گذاری انجام دهیم. به عنوان مثال اگر قانون طلاق پرهزینه و دشوار باشد، طلاق کمتر می‌شود، حتی اگر زن و شوهر از ادامهٔ زندگی ناراضی باشند. پس در شرایطی که همهٔ مؤلفه‌ها یکسان باشد و قانون هزینهٔ طلاق را کاهش دهد، نرخ طلاق زیاد می‌شود.
در نتیجه اقتصاد خانواده قالب کاملی برای بررسی این که افراد در حوزهٔ خانواده چگونه تصمیم می‌گیرند، را به ما ارائه می‌دهد

## برای مطالعهٔ بیشتر
در حوزهٔ خانواده:
- Becker, Gary S. , " A Theory of Marriage:Part I,II," The Journal of Political Economy, 81 (4), July/August 1973, 813-846
- Bergstrom, Theodore C. , "Economics in a Family Way", Journal of Economic Literature, 34 (4), December 1996, 1903-1934

در حوزهٔ ازدواج و طلاق:
- Aiyagari, S. R. and Greenwood, J. and Guner, N. "On the State of the Union," Journal of Political Economy, 108 (2), April 2000, 213-244
- Cubeddu, Luis and Jose-Victor Rios-Rull, "Marital Risk and Capital Accumulation," Research Department Sta® Report 235, Federal Reserve Bank of Minneapolis, August 1999

در حوزهٔ تولد فرزند:
- Becker, Gary S. and Robert J. Barro (1988), "A Reformulation of the Economic Theory of Fertility," Quarterly Journal of Economics v103, n1, pp. 1–25.
- Becker, Gary S. and Robert J. Barro (1989), "Fertility Choice in a Model of Economic Growth," Econometrica v57, n2, pp. 481–501.
- Becker, Gary S. , Robert J. Barro and Tamura, "Human Capital, Fertility, and Economic Growth," Journal of Political Economy, 98 (5) S12-37,1990

در حوزهٔ زمان ازدواج و تولد:
- Akerlof, George A. and Yellen, Janet L. and Katz, Michael L. ,"An Analysis of Out-of-Wedlock Childbearing in the United States," Quarterly Journal of Economics, 111 (2) May 1996, 277-317
- Bergstrom, T. C. and Bagnoli, M. Courtship as a Waiting Game, "Journal of Political Economy, 101 (1), February 1993, 185-202
- Caucutt, Elizabeth M. and Guner, Nezih and Knowles, John, "Timing of Births": A Marriage Market Analysis," Review of Economic Dynamics,5, 815-855